# 龙坝乡 (黑水县)
龙坝乡，是中华人民共和国四川省阿坝藏族羌族自治州黑水县下辖的一个乡镇级行政单位。

## 行政区划
龙坝乡下辖以下地区：
瓜子河坝村、黑瓦村、瓜苏村、西苏村和二巴朗村。